# 阿拉巴馬州學院和大學列表
以下是阿拉巴馬州目前运营的公立和私立高等教育机构列表。
- 亚拉巴马大學系統（University of Alabama System）
  - 阿拉巴馬大學（University of Alabama）
  - 阿拉巴馬大學伯明翰分校（The University of Alabama at Birmingham）
  - 阿拉巴马大学亨茨维尔分校 (The University of Alabama in Huntsville)
- 奧本大學（Auburn University）
  - 奧本大學蒙哥马利分校（Auburn University Montgomery）
- 特洛依大學（Troy State University)
  - 特洛依大學蒙哥马利分校（Troy University at Montgomery）
  - 特洛依大學多森分校（特洛伊大学）
  - 特洛依大學凤凰城分校（特洛伊大学）

- 亚拉巴马农机大學（Alabama A&M University）
- 亚拉巴马州立大學Alabama State University）
- 安德魯傑克森大學 （Andrew Jackson University）
- 空軍大學（Air Command and Staff College）
- 雅典州立大學（Athens State University）
- 马里昂军事学院
- 北亚拉巴马大學（北阿拉巴馬大學）
- 南亚拉巴马大學（南阿拉巴馬大學）
- 杰克森维尔州立大學（Jacksonville State University）
- 蒙特瓦洛大學
- 山佛大學（Samford University）
- 溫泉丘學院（Spring Hill College）
- 塔斯卡極大學（塔斯基吉大学）
- 杭丁頓學院（Huntingdon College）
- 南哥倫比亞大學 （Columbia Southern University）
- 莎瑪市康格迪亞學院（Selma University）
- 佛克大學（Faulkner University）
- 傑得森學院（Judson College）
- 邁爾斯學院（Miles College）
- 澳克伍德大學（歐克伍德大學）
- 南基督大學（Southern Christian University）
- 史迪爾門學院（Stillman College）
- 泰拉迪拉學院（Talladega College）
- 美國體育學院（United States Sports Academy）
- 莫比尔大學（University of Mobile）
- 西亚拉巴马大學（西阿拉巴馬大學）

## 永久停辦
- 伯明罕南方學院（Birmingham-Southern College）